# The Serpent's Egg
The Serpent's Egg è il quarto album in studio del gruppo musicale australiano Dead Can Dance, pubblicato il 24 ottobre 1988 dalla 4AD.

## Tracce
Testi e musiche di Lisa Gerrard e Brendan Perry.
1. The Host of Seraphim – 6:18
2. Orbis de Ignis – 1:35
3. Severance – 3:22
4. The Writing on My Father's Hand – 3:50
5. In the Kingdom of the Blind the One-Eyed Are Kings – 4:11
6. Chant of the Paladin – 3:48
7. Song of Sophia – 1:24
8. Echolalia – 1:17
9. Mother Tongue – 5:16
10. Ullyses – 5:09

## Formazione
Gruppo
- Lisa Gerrard – voce
- Brendan Perry – voce, ghironda

Altri musicisti
- David Navarro Sust – voce
- Alison Harling – violino
- Rebecca Jackson – violino
- Sarah Buckley – viola
- Andrew Beesley – viola
- Tony Gamage – violoncello

Produzione
- Dead Can Dance – produzione
- John A. Rivers – produzione (tracce 1, 2, 7 e 10)